# 1990 VA
1990 VA är en asteroid i huvudbältet som upptäcktes den 9 november 1990 av Spacewatch vid Kitt Peak-observatoriet.
Den tillhör asteroidgruppen Aten.